# I mine øjne
I mine øjne (in danese "Nei miei occhi") è un singolo del cantante pop danese Rasmus Seebach tratto dal secondo album di studio Mer' end kærlighed, pubblicato il 22 agosto 2011 attraverso l'etichetta discografica ArtPeople. La canzone venne accolta positivamente, tant'è che il singolo entrò nella classifica danese, standoci per ventuno settimane consecutive, e raggiunse subito la prima posizione, dove rimase per tre settimane consecutive.

## Video musicale
Il video musicale mostra Rasmus Seebach che in alcune scene incontra diversi fan che si congratulano con il cantante e che chiedono a lui l'autografo mentre in altre trova sua sorella e suo fratello e il video finisce con i ricordi della visita alla casa di sua madre.

## Tracce
1. I mine øjne – 4:14

## Classifica
| Classifica   | Massima posizione |
| ------------ | ----------------- |
| Track Top-40 | 1                 |